# Холман, Джеймс
Джеймс Холман, прозванный Слепым путешественником (англ.  James Holman, 15 октября 1786, Эксетер — 29 июля 1857, Лондон) — английский путешественник и писатель
-натуралист.

## Биография
Сын аптекаря. С 1798 года добровольцем служил в Королевском военно-морском флоте, в 1807 году получил чин лейтенанта. В 1810 году, в плавании у берегов Америки, у него была обнаружена болезнь, которая поразила суставы, а потом зрение и к двадцати пяти годам сделала его полностью слепым (кроме того, он постоянно испытывал мучительные боли и был ограничен в движениях). Он остался приписан к флоту, получил пожизненную пенсию Виндзорского замка (1812).
По представлениям того времени слепые считались абсолютно беспомощными и социально недееспособными. Тем не менее Холман, обнаруживший и развивший в себе способность эхолокации, не отказался от активного образа жизни. Он закончил Эдинбургский университет, где изучал медицину и словесность, а в 1819—1821 годах предпринял путешествие по европейским странам (Франция, Италия, Швейцария, Германия, Бельгия, Нидерланды), по возвращении из которого опубликовал свои путевые записки (1822).
В том же 1822 году Холман отправился в путешествие по России и добрался до Иркутска, но, заподозренный властями в шпионаже, был остановлен, выдворен в Польшу и вернулся домой через Австрию и Пруссию. Записки о российском путешествии были опубликованы в 1825 году.
Следующим было путешествие по Азии, Африке, Австралии и Америке в 1827—1832 годах, четыре тома записок об этой экспедиции вышли в 1834—1835 годах.
Последними оказались путешествия Холмана по Испании, Португалии, Молдавии, Черногории, Сирии и Турции. Он скончался через неделю после завершения автобиографии «Рассказы о моих путешествиях» (не опубликована и, скорее всего, не сохранилась).
Похоронен на Хайгейтском кладбище.

## Признание
Был избран членом Королевского общества и Линнеевского общества. Дарвин ссылался на труды Холмана в своей книге Плавание натуралиста вокруг света на корабле «Бигль»  (1839), описывая флору Индийского океана. Именем Холмана названа река на острове Фернандо-По.